# الفن ما قبل الكولومبي

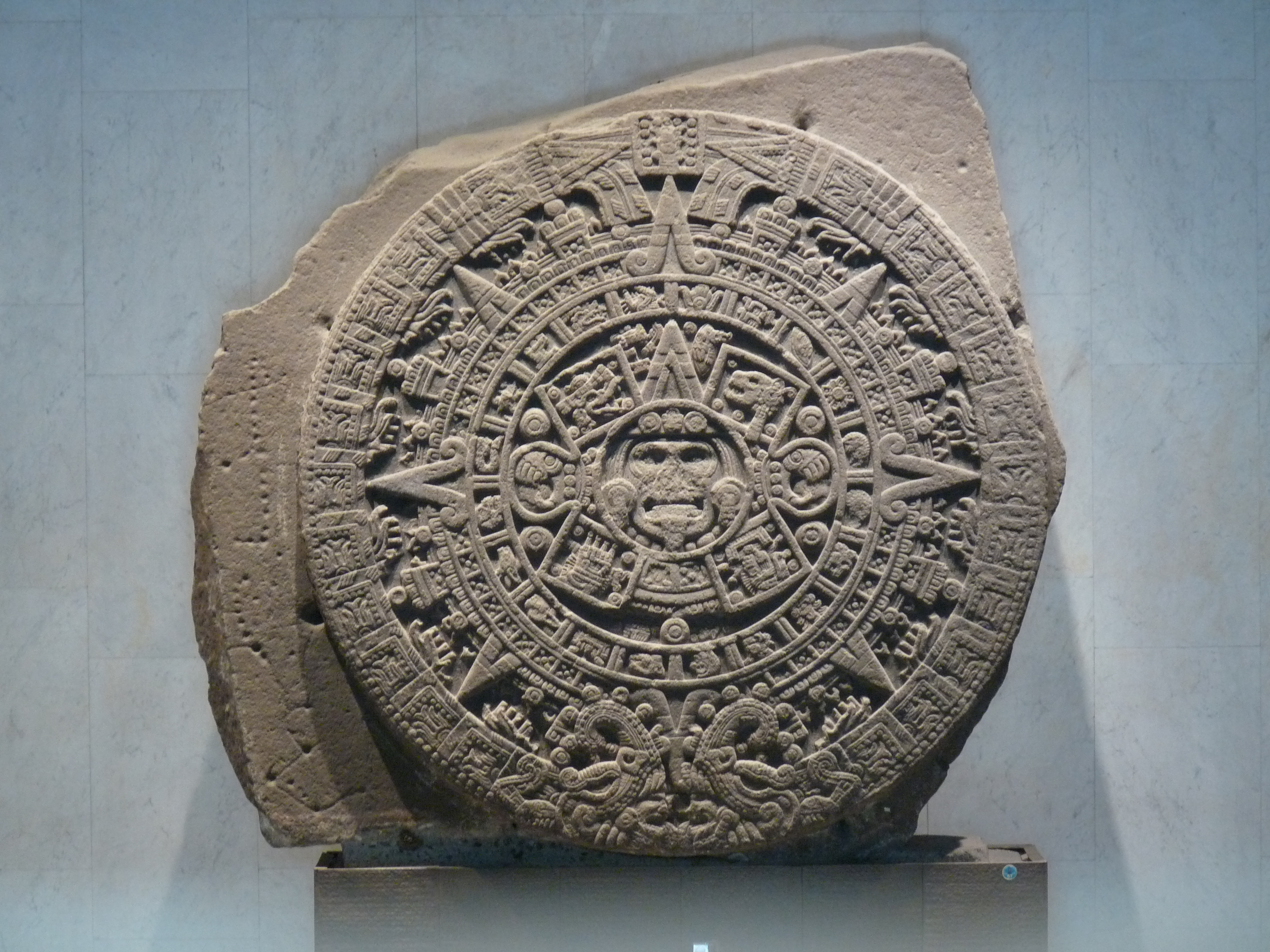

يدلُّ الفن ما قبل الكولومبي على الفنون المرئية للشعوب الأصلية في منطقة الكاريبي وأمريكا الشمالية والوسطى والجنوبية حتى أواخر القرن الخامس عشر وأوائل القرن السادس عشر، والفترة الزمنية المُتميزة بوصول كريستوفر كولومبوس إلى الأمريكتين.
ازدهر العصر ما قبل الكولومبي في جميع أنحاء الأمريكتين من 13000 سنة قبل الميلاد على الأقل إلى الفتوحات الأوروبية، واستمر لفترة بعد ذلك. لم يكن لدى العديد من الثقافات في تلك الفترة أنظمة للكتابة، لذا فقد عبَّر الفن المرئيّ عن علم الكون والرؤية الكونيَّة والدين وفلسفة هذه الثقافات، فضلاً عن كونه بمثابة أداة استذكار. أنتجت هذه الثقافات مجموعة واسعة من الفنون المرئية، بما في ذلك الرسم على الأقمشة والجلود وصخور الكهوف والأسطح والأجسام خاصة الوجوه والسيراميك والمعالم المعمارية بما في ذلك الجدران الداخلية والألواح الخشبية والأسطح الأخرى المُتاحة.

## المواضيع في العصر الفني ما قبل الكولومبي
ذهبت الفنون المرئية إلى أبعد من المظاهر الجسدية بالنسبة للعديد من الثقافات وكانت بمثابة استمرار لوجود أصحابها ومعتقداتهم الدينية. نظرًا إلى أن الروحانية كانت منتشرة جدًا بين الثقافات في العصر الفني ما قبل الكولومبي، كانت الموضوعات الفنية في غالبها تدور حول الآلهة وطقوس العبادة.
اعتمد الحرفيُّون على مجموعة كبيرة من المواد مثل (الأحجار الكريمة والذهب والمحار). اكتُشفت الكثير من الأعمال الفنية على بعد مسافات كبيرة من موقع إنتاجها. بالإضافة إلى ذلك، استخدمت العديد من المجتمعات المواد الخام غير المتوفرة في الموقع الجغرافي الذي توجد فيه، ما أشار إلى مدى صعوبة الحصول على تلك المواد.

## أمريكا الوسطى
تنقسم ثقافات أمريكا الوسطى إلى ثلاث فترات، يُعبّر عن التسلسل الزمني لأمريكا الوسطى بما يلي:
- ما قبل الكلاسيكية (حتى 200 م)
- الكلاسيكية (200 - 900 م)
- ما بعد الكلاسيكية (900 إلى 1580 م).

سيطرت على فترة ما قبل الكلاسيكية حضارة الأولمك المتطورة للغاية، والتي ازدهرت ما بين 400-1200 قبل الميلاد. أنتجت الأولمك تماثيل صغيرة من اليشم (نوع من الأحجار الكريمة)، وصنعت أيضًا رؤوس الأولمك الضخمة، إذ وصل ارتفاعها إلى مترين (6.6 قدم)، والتي بقيت موجودة في المشهد الطبيعي في تلك المنطقة. يُعتقد أن تقاليد أمريكا الوسطى المتمثلة في بناء المراكز الاحتفالية الكبيرة قد بدأت في عهد الأولمك.
كانت الحضارة المُسيطرة خلال الفترة الكلاسيكية هي حضارة المايا. تضمّنت المشاهد التي صورت الطقوس والأحداث التاريخية نصوصًا هيروغليفية تُمكّن المشاهد من التعرف على الشخصيات والأوقات والأماكن المهمة بدلاً من الاعتماد على الميزات المادية التي يمكن نسيانها بمرور الوقت. 
يكون تفسير الإجراءات المُمثَلة في العمل الفني بالتزامن مع فهم النصوص الزخرفية الموجودة في الصورة. يُعد فهم النص الهيروغليفي أمرًا مهمًا لأنه يزيل الغموض من المشاهد ويكشف عن السجلات المُفصّلة لأولئك الذين استولوا على السلطة طوال الفترة الزمنية للحضارة، مثل شعوب المسيسيبي في أمريكا الشمالية مثل الشوكتو وناتشيز. عاشت شعوب المايا في مجتمعات زراعية كبيرة، ومارسوا أشكالهم الخاصة من الكتابة وعلم الفلك. يركز فن المايا على المطر والزراعة والخصوبة، مُعبّرًا عن هذه الصور بشكل رئيسي في أعمال الديكور للنقوش البارزة والأسطح، وكذلك بعض المنحوتات. استُخدمت الصورة الرمزية والأشكال المنقوشة لتزيين العمارة مثل معبد تشيتشن إيتزا. اكتُشفت الجداريّات التي يعود تاريخها إلى 750 م مع اكتشاف مدينة بونامباك في عام 1946.
سيطرت ثقافة التولتك على فترة ما بعد الكلاسيكية (القرن العاشر والحادي عشر) وذلك بصنع تماثيل ضخمة شبيهة بتلك الموجودة في تولا، المكسيك. طور شعب المكستك نمطًا خاصًا من اللوحات المعروفة باسم المكستك-بويبلا، وكان هذا واضحًا في الجداريات والمخطوطات. أنتجت ثقافة الآزتك في المكسيك بعض الأعمال الفنية التعبيرية، مثل الجماجم المُزيَّنة للأسرى والمنحوتات الحجرية المزخرفة، وتُعد مجموعة (وودز بليس، واشنطن) مثالاً جيدًا على ذلك. 
ركز فن الآزتك، كبقية ثقافات أمريكا الوسطى الأخرى، أيضًا على عبادة الآلهة وتصوير القيم في مجتمعهم. وكان شعب الآزتك مهتمًا أيضًا بالطبيعة. على سبيل المثال، تماثيل محارب النسر هي عبارة عن منحوتات خزفية بالحجم الطبيعي تُظهر هذا الإحساس بالطبيعة. يعتقد الآزتك أن هذه التماثيل أظهرت القيمة الحقيقية لجمال الشباب، ويمكن ملاحظة ذلك من خلال وجوه التماثيل ذات الملامح الشبابية والناعمة.

## أمريكا الجنوبية

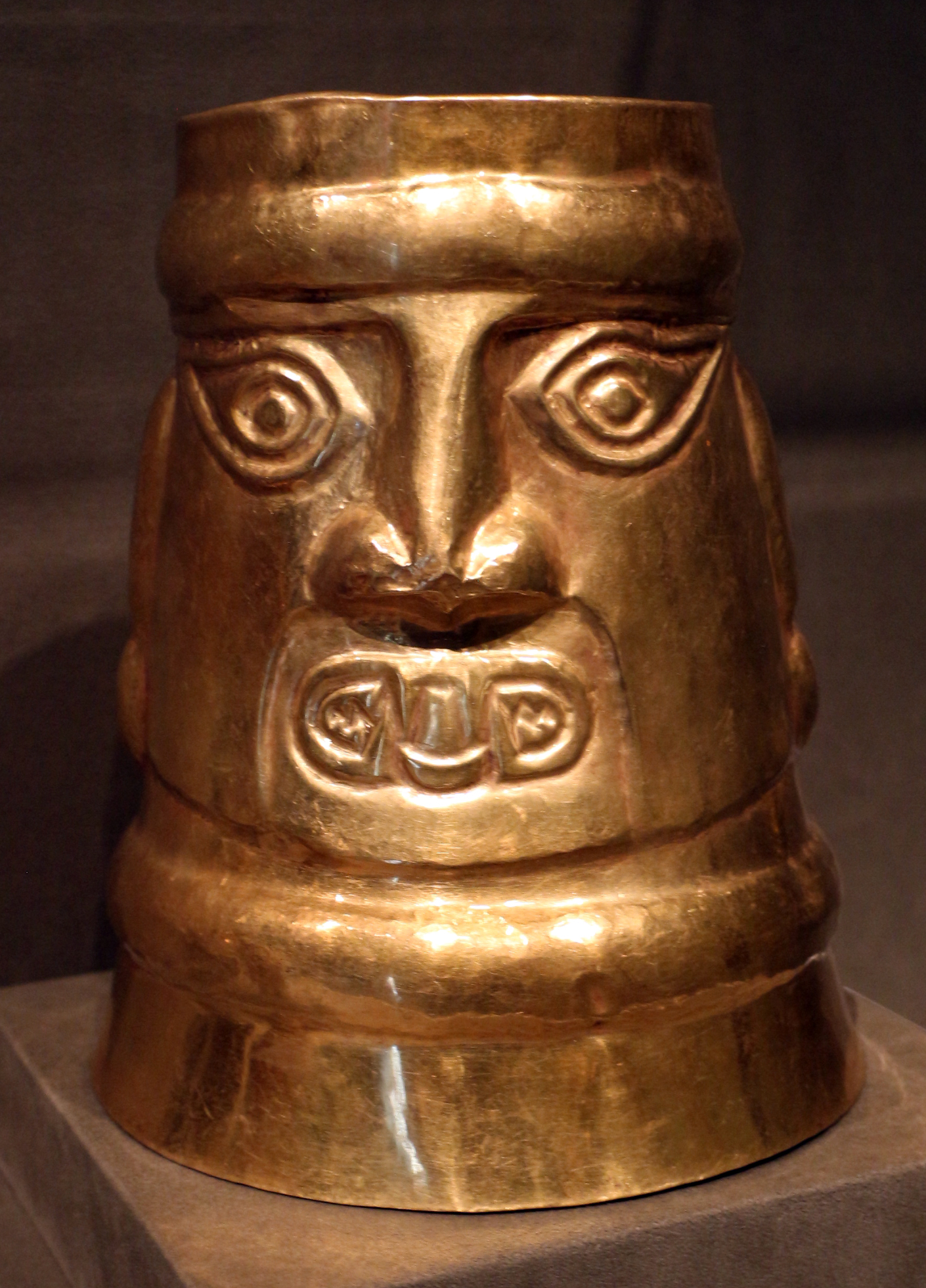
الفن ما قبل الكولومبي في معهد شيكاغو للفنون

ازدهرت حضارة تشافين في وسط جبال الأنديز في البِيرُو، من نحو 1000 إلى 300 سنة قبل الميلاد. أنتجت حضارة تشافين فخاريات صغيرة، ذات أشكال بشرية ولكن مع أعضاء حيوانية مثل أقدام الطيور أو عيون الزواحف أو أنياب القطط. كانت تماثيل الفهود موضوعًا شائعًا في فن تشافين. واشتُهرت هذه الثقافة أيضًا بالجداريات والنقوش المذهلة التي عثر عليها في الموقع الديني الرئيسي لتشافين دي هوانتار.
ظهرت ثقافة باراكاس على الساحل الجنوبي لبيرو بالتزامن مع ثقافة تشافين، الأكثر شهرة اليوم لأقمشتها المُتقَنة. هذه المنتجات التي قد يصل طول بعضها إلى تسعين قدمًا، كانت تُستخدم في الأصل كحزم تُلفُّ حول المومياء. تأثر فن باراكاس إلى حد كبير بمذهب تشافين، ويشترك الأسلوبان في العديد من المواضيع الشائعة.
نجحت ثقافة باراكاس على الساحل الجنوبي سريعًا في تطوير الإنتاج الفني حول وادي نهر نازكا في البِيرُو. تنقسم فترة نازكا إلى ثماني مراحل، تُصوّر كل مرحلة منها الأشكال الحيوانية والإنسانية بشكل مُجرَّد. تتراوح هذه الفترة من المرحلة 1 التي بدأت 200 م، إلى المرحلة 8، التي تراجعت في منتصف القرن الثامن.
نجحت حضارة موتشي على الساحل الشمالي، وازدهرت في نحو 100-800 م، وكانت من بين أفضل الحضارات في العالم ما قبل العصر الكولومبي. صنعت حضارة موتشي أوانيًا من السيراميك تصور عددًا كبيرًا من الأشياء مثل: الفواكه والنباتات والحيوانات وصور الإنسان والآلهة والشياطين وكذلك الرسوم البيانية للأعمال الجنسية. اشتُهرت هذه الحضارة أيضًا بالميتالورجيا (علم المعادن) مثل تلك التي وُجِدت في قبر الملك سيبان، بالإضافة إلى براعتهم في العمارة.
وبعد تراجع حضارة موتشي، ظهرت إمبراطوريتان كبيرتان في منطقة الأنديز. في الشمال، إمبراطورية واري، ومقرها في عاصمتهم التي تحمل الاسم نفسه. وقد اشتهرت الواري بالهندسة المعمارية الحجرية ومنجزاتها النحتية، ولكن كانت صناعة السيراميك هي الأفضل. 
بدأ شعب شيمُو في أعقاب تراجع إمبراطورية الواري في أواخر الألفية الأولى، في بناء إمبراطوريته على السواحل الشمالية والوسطى للبِيرُو. وطوّروا أسلوبًا بسيطًا من السيراميك يُعرف باسم «سيكان» 700-900م والذي أصبح معروفًا باسم شيمُو في أوائل الألفية الثانية. أنتجوا أيضًا أعمالًا زخرفية من المعادن، خاصة الذهب والفضة بشكل خاص. اشتُهرت إمبراطورية شيمُو بمجموعتها الفخمة الرائعة في «تشان تشان» جنوب مدينة تروخيو الحديثة في بيرو، وهي الآن موقع التراث العالمي لليونسكو. تراجعت هذه الإمبراطورية بسرعة كبيرة بسبب الضغوط الخارجية والغزو من قبل إمبراطورية الإنكا في منتصف القرن الخامس عشر.
كانت إمبراطورية الإنكا أثناء الغزو الأسباني، أكبر وأغنى إمبراطورية في العالم، وقد كان ذلك واضحًا في فنهم. صودِرت معظم منحوتات الإنكا من قبل الغزاة الإسبان، فمعظم ما تبقى منها اليوم هو الهندسة المعمارية والمنسوجات والسيراميك. قدّرت الإنكا قيمة الذهب أكثر من جميع المعادن الأخرى، وربطته بإله الشمس «إنتي». 